# Вингене
Вингене (на нидерландски: Wingene) е селище в Северозападна Белгия, окръг Тийлт на провинция Западна Фландрия. Населението му е около 13 100 души (2006).